# Shirley Ann Jackson
Shirley Ann Jackson (Washington, 5 agosto 1946) è una fisica statunitense.
È il diciottesimo presidente del Rensselaer Polytechnic Institute. È la prima donna afroamericana ad aver conseguito un dottorato presso il Massachusetts Institute of Technology (MIT). È anche la seconda donna afroamericana negli Stati Uniti a conseguire un dottorato in fisica.

## Biografia
Jackson è nata a Washington. Per i suoi genitori, Beatrice e George Jackson, l'istruzione era molto importante e l'incoraggiarono negli studi. Suo padre favorì il suo interesse per la scienza aiutandola con i progetti per i suoi compiti di scienze. Alle scuole superiori, nella Roosevelt Senior High School, Jackson frequentò programmi accelerati sia in matematica sia in scienze e si diplomò nel 1964 da valedictorian.
Jackson iniziò a studiare al MIT nel 1964; erano in tutto meno di venti studenti afroamericani e tra questi solo Jackson studiava fisica teorica. Da studentessa svolse attività di volontariato presso il Boston City Hospital e fu tutrice degli studenti del Roxbury YMCA. Conseguì la laurea di primo livello (bachelor) nel 1968, con una tesi sulla fisica dello stato solido.
A Jackson fu proposto di rimanere al MIT per il suo lavoro di dottorato, in parte per incoraggiare più studenti afroamericani a frequentare l'istituto. Lavorò sulla teoria delle particelle elementari e conseguì il dottorato di ricerca in fisica nucleare del Massachusetts Institute of Technology nel 1973, la prima donna afroamericana a conseguire un dottorato al MIT. La sua ricerca fu diretta da James Young, professore presso il MIT Center for Theoretical Physics. Jackson è anche la seconda donna afroamericana negli Stati Uniti a conseguire un dottorato in fisica. Nel 2002 la rivista Discover l'inserì tra le 50 donne più importanti nella scienza.

### Carriera
Come ricercatrice post-dottorato di particelle subatomiche durante gli anni 1970, Jackson ha studiato e condotto ricerche in numerosi laboratori di fisica negli Stati Uniti e in Europa. Il suo primo incarico è stato come ricercatrice associata al Fermilab di Batavia, nell'Illinois, dove ha studiato gli adroni. Nel 1974 è diventata visiting scientist presso il CERN in Svizzera. Qui ha indagato le teorie delle particelle elementari fortemente interagenti. Nel 1976 e nel 1977 ha tenuto lezioni di fisica presso lo Stanford Linear Accelerator Center ed è diventata ricercatrice in visita presso l'Aspen Center for Physics.
Per un certo periodo, la sua ricerca si orientava sulle teorie di Ginzburg-Landau delle onde di densità di carica in composti stratificati, e ha studiato le teorie di gauge bidimensionali di Yang-Mills e le reazioni dei neutrini.
Jackson ha descritto i suoi interessi così:
Nel 1995 il presidente Bill Clinton nominò Jackson alla carica di presidente della Commissione per la regolamentazione nucleare degli Stati Uniti (NRC), diventando la prima donna e il primo afroamericano a ricoprire questa posizione. Presso l'NRC, aveva "l'autorità suprema per tutte le funzioni NRC relative a un'emergenza che coinvolga un licenziatario NRC". Mentre prestava servizio nella commissione, Jackson ha contribuito alla costituzione dell'Associazione internazionale dei regolatori nucleari.

#### AT&T Bell Laboratories
Jackson entrò a far parte del dipartimento di ricerca di fisica teorica presso i Bell Laboratories della AT&T nel 1976, esaminando le proprietà fondamentali di vari materiali. Iniziò la sua permanenza ai Bell Labs studiando i materiali da utilizzare nell'industria dei semiconduttori.
Nel 1978 Jackson entrò a far parte del Dipartimento di ricerca sulla fisica della dispersione e a bassa energia, e nel 1988 si trasferì al Dipartimento di ricerca sulla fisica quantistica e dello stato solido. Ai Bell Labs, Jackson ha studiato le proprietà ottiche ed elettroniche dei sistemi bidimensionali e quasi bidimensionali. Nella sua ricerca, Jackson ha contribuito alla conoscenza delle onde di densità cariche nei composti stratificati, degli aspetti polaronici degli elettroni sulla superficie dei film di elio liquido e delle proprietà ottiche ed elettroniche dei superreticoli a strati tesi dei semiconduttori. Su questi e altri temi, ha preparato o collaborato a oltre 100 articoli scientifici.
Jackson ha insegnato presso la facoltà della Rutgers University di Piscataway e di New Brunswick, dal 1991 al 1995, oltre a continuare a collaborare con i Bell Labs sulla teoria dei semiconduttori. La sua ricerca durante questo periodo si è concentrata sulle proprietà elettroniche e ottiche dei sistemi bidimensionali.

#### Rensselaer Polytechnic Institute
Il 1º luglio 1999 Jackson è diventato il diciottesimo presidente del Rensselaer Polytechnic Institute. È stata la prima donna e il primo afroamericano a ricoprire questa posizione. Dalla sua nomina a presidente della RPI, Jackson ha contribuito a raccogliere oltre 1 miliardo di dollari in donazioni per cause filantropiche.
È alla guida di un'iniziativa a lungo termine chiamata The Rensselaer Plan e molti progressi sono stati compiuti verso il raggiungimento degli obiettivi del Piano. Ha supervisionato una vasta e importante campagna di miglioramento, che comprende la costruzione di un Experimental Media and Performing Arts Center del costo di 200 milioni di dollari, e l'East Campus Athletic Village. 
Il 26 aprile 2006 la facoltà di RPI ha votato 155 a 149 contro un voto di sfiducia a Jackson.
Dal suo arrivo allo RPI, Jackson è stato uno dei presidenti universitari più pagati della nazione. Il suo stipendio totale e le indennità sono aumentati da 423 150 dollari nel 1999-2000 a oltre 1,3 milioni nel 2006-2007 e a 2,34 milioni nel 2010. Nel 2006-2007 si stima che abbia ricevuto altri 1,3 milioni di dollari dai consigli di amministrazione di diverse importanti società. Nel 2011 lo stipendio di Jackson era di 1,75 milioni di dollari.
L'annuncio dei licenziamenti all'RPI nel dicembre 2008 ha portato alcuni nella comunità dell'RPI a chiedersi se l'istituto dovesse continuare a pagare un tale stipendio a Jackson, mantenere una residenza sui monti Adirondack da 450.000 dollari, riservata a lei, e continuare a pagare uno staff personale di governanti, guardie del corpo e altri aiutanti. Nel luglio 2009 organi di stampa riportarono la notizia della costruzione di una casa da circa mille metri quadri su una cima montuosa a Bolton, nello stato di New York, con vista sul lago George. Un attivista per la qualità dell'acqua ha sollevato preoccupazioni sui possibili rischi ambientali derivanti dalla costruzione della strada di collegamento, ma secondo i funzionari del Dipartimento per la conservazione ambientale, il lavoro era conforme.
Nella sua rassegna del 2009 del decennio 1999-2009, i giornali del gruppo McClatchy stimarono che Jackson era il presidente di college in carica più pagato negli Stati Uniti, con uno stipendio 2008 di circa 1,6 milioni di dollari.
Dal 4 al 5 dicembre 2009 Jackson celebrò il suo decimo anno all'RPI con uno stravagante "Celebration Weekend", che comprendeva concerti tributo di Aretha Franklin e Joshua Bell oltre ad altri eventi. Dopo il fine settimana, il Consiglio di amministrazione annunciò che avrebbe sostenuto la costruzione di una nuova residenza per gli ospiti nella proprietà di Jackson, allo scopo di "[consentire] al presidente di ricevere e intrattenere, in modo appropriato, i componenti di Rensselaer, i donatori e altri visitatori di alto livello". Successivamente è stato riferito che l'attuale casa di Jackson su Tibbits Avenue ha una superficie di 4 884 piedi quadri (453,7 m²), sette camere da letto e cinque bagni, e un valore stimato di 1 122 500 dollari. Il Consiglio di amministrazione ha affermato che "i fondi per questo nuovo progetto non sarebbero stati disponibili per nessun altro scopo".
William Walker, vicepresidente della scuola e responsabile delle comunicazioni strategiche e le relazioni esterne, ha osservato "Il consiglio di amministrazione lo considera un investimento a lungo termine... per il presidente Jackson e i suoi successori".
Nel giugno 2010 il Consiglio di amministrazione di Rensselaer ha votato all'unanimità per prolungare il contratto di Jackson con un rinnovo di dieci anni, che Jackson ha accettato. Il compenso di Shirley Ann Jackson si è classificato al primo posto tra i presidenti delle università private statunitensi nel 2014.
Un articolo del Time Magazine del 2015 ha citato Jackson come il presidente del college più pagato, che "ha portato a casa uno stipendio base di 945.000 dollari più altri 276.474 in bonus, 31.874 in benefit esentasse e 5,8 milioni di stipendio differito, per un impressionante totale di 7,1 milioni di dollari. Ciò equivale a più di 1.000 dollari per studente nella sua scuola".
Nell'autunno del 2018 il consiglio di amministrazione ha approvato un'altra proroga del contratto, fino alla fine di giugno 2022.

### Onorificenze e distinzioni
Jackson ha ricevuto molti titoli di fellow e borse di studio, tra cui quelli della Martin Marietta Aircraft Company, la borsa di studio Prince Hall Masons, il tirocinio della National Science Foundation e una borsa di studio avanzata della Fondazione Ford. È stata eletta in numerose società speciali, inclusa l'American Philosophical Society. Nel 2014 le è stata assegnata la National Medal of Science.
All'inizio degli anni 1990 l'allora governatore del New Jersey James Florio ha assegnato a Jackson il premio scientifico intitolato a Thomas Edison per i suoi contributi alla fisica e per la promozione della scienza.
Nel 2001 ha ricevuto il Richtmyer Memorial Award assegnato ogni anno dall'associazione americana degli insegnanti di fisica. Ha anche ricevuto molti dottorati honoris causa.
Jackson ha ricevuto premi per gli anni 1976 e 1981 come una delle migliori giovani donne d'America. È stata inserita nella National Women's Hall of Fame nel 1998 per "i suoi significativi contributi come eminente scienziata e sostenitrice dell'istruzione, della scienza e delle politiche pubbliche".
Nel 1985 il governatore del New Jersey Thomas Kean la nominò alla Commissione per la scienza e la tecnologia del New Jersey. È parte attiva di numerosi comitati della National Academy of Sciences, dell'American Association for the Advancement of Science (AAAS) e della National Science Foundation. Nel 2004 è diventata presidente dell'American Association for the Advancement of Science e ha presieduto il consiglio di AAAS nel 2005.
Nella primavera del 2007 le è stato conferito il Premio Vannevar Bush per "una vita di successi nella ricerca scientifica, istruzione e contributi di alto livello alla politica pubblica".
Nel 2007 ha ricevuto il Golden Plate Award dell'American Academy of Achievement presentato da Ben Carson, membro del Consiglio degli Awards.
Jackson continua a essere impegnata in politica e nelle politiche pubbliche. Nel 2008 è diventata vicepresidente universitario del Consiglio statunitense sulla competitività, un gruppo senza scopo di lucro con sede a Washington. Nel 2009 il presidente Barack Obama ha nominato Jackson come componente del Comitato presidenziale di consulenza su scienza e tecnologia, un gruppo consultivo di 20 membri dedicato alle politiche pubbliche.
È stata nominata International Fellow della Royal Academy of Engineering (FREng) nel 2012.
Ha ricevuto un Candace Award for Technology dalla National Coalition of 100 Black Women nel 1982.

### Vita privata
Shirley Jackson è sposata con Morris A. Washington, professore di fisica al Rensselaer Polytechnic Institute, e ha un figlio, Alan, laureatosi al Dartmouth College.

### Filantropia
Shirley Ann Jackson e suo marito sono stati nominati nella prima tornata della Capital Region Philanthropy Hall of Fame.